# Cầu ngói chợ Thượng
Cầu ngói chợ Thượng là một di tích lịch sử nằm tại thôn Thượng Nông, xã Bình Minh, huyện Nam Trực, tỉnh Nam Định, được xếp hạng Di tích Lịch sử Văn hóa cấp Quốc gia vào năm 2012. Nó là một trong năm những cây cầu ngói cổ đẹp nhất Việt Nam.

## Lịch sử
Cầu ngói chợ Thượng được xây dựng từ thời Hậu Lê, với sự đóng góp công đức của bà chúa Nguyễn Thị Ngọc Xuân, cung phi của chúa Trịnh cũng là người con gái làng Thượng Nông.

## Kiến trúc
Từ thành phố Nam Định qua cầu Đò Quan, đi theo đường 21 khoảng 14 km, rẽ phải theo đường Trắng khoảng 5 km là đến di tích cầu ngói chợ Thượng. Cây cầu xây dựng theo lối kiến trúc độc đáo "Thượng gia hạ kiều" (trên là nhà dưới là cầu) bắc qua sông Ngọc, gần chợ Thượng, thôn Thượng Nông. Cầu được xây dựng theo kiểu tứ hàng chân, khung gỗ lim và lợp ngói nam. Ngoài giá trị lịch sử, cây cầu còn tạo điều kiện thuận lợi cho việc đi lại của người dân địa phương.
Theo tư liệu cổ, mố cầu được xây dựng hoàn toàn bằng đá tảng nằm chắc chắn hai bên bờ sông Ngọc. Các tảng đá to nhỏ khác nhau, được xếp khéo léo theo thứ tự lớn ở dưới, nhỏ ở trên. Tính từ mặt nước trung bình thì mố cầu rộng 3,7 m, được xây vuốt theo hình thang cân, với cạnh trên là 2,84 m. Hai mố cách nhau 4,5 m tạo khoảng trống cho dòng nước lưu thông và thuyền bè qua lại. Dầm cầu được làm bằng hai cây gỗ lim, đường kính 0,4m. Bên trên hai thanh dầm dọc là 4 thanh dầm ngang cũng bằng gỗ lim đường kính 0,2m, có đầu nhô ra ngoài (dùng để đỡ chân cột bên trên). Mặt cầu được tạo bởi đường giữa cầu và hai hành lang. Đường giữa cầu rộng 1,74m và được lát đá tảng xen kẽ nhau. Hai bên hành lang cũng lát đá tảng tạo phần gờ cao hơn phần mặt cầu là 0,15m.
Nhà cầu dựng bằng khung gỗ lim, mái lợp ngói nam, hai hồi xây tường, mở cửa cuốn rộng 1,7m, cao 2m, hai bên là hai cửa giả. Hai hồi đều có đại tự đắp nổi "Thượng gia kiều" bằng chữ Hán. Nhà cầu có 11 gian kết cấu kiểu kèo cầu tứ hàng chân, mỗi gian từ 1,45m đến 1,65m tạo nên một công trình dài 17,35m nối hai bờ sông. Hai hàng cột cái mỗi hàng 10 cột cạnh vuông 0,2m cao 2m đặt sát hai bên lòng xà cầu. Các cột quân lại được làm bằng trụ tròn đường kính 0,17m, cao 1,65m đặt trên các đòn ngang hai bên hông cầu. Bên trên cột là hệ thống vì kèo đỡ mái với 10 bộ được làm kiểu kèo cầu đơn giản, các hoành mái nối mộng với vì để tạo khoảng trống tối đa cho lòng cầu. Các bộ vì tạo thành những cánh tay đòn con vuông vươn qua cột cái, cột quân đến tận riềm mái.
Đặc biệt ở 3 gian giữa cầu, các nghệ nhân xưa đã xây bệ cao 0,4m dọc hai bên hành lanh, phía ngoài có lan can con song gắn mộng vào 4 cột quân giữa cầu. Bệ trở thành chỗ ngồi nghỉ ngơi, ngắm cảnh sông nước lý tưởng cho nhân dân địa phương. Ngoài ra ở hai đầu cầu đều có xây bậc thoải xuống mặt đường tạo điều kiện cho nhân dân đi lại dễ dàng.
Mặc dù phổ biến như cầu sắt, cầu đá hay cầu gỗ thông thường, cầu ngói là một dạng kiến trúc độc đáo và hiếm thấy nhất ở Việt Nam. Hiện nay, chỉ còn một số cây cầu như: Cầu ngói chùa Lương ở Hải Hậu, Nam Định; cầu ngói Thanh Toàn ở Hương Thủy, Thừa Thiên Huế; cầu ngói Phát Diệm ở Kim Sơn, Ninh Bình; Chùa Cầu ở Hội An, Quảng Nam.

## Bảo tồn và trùng tu
Đi cùng thời gian, cầu Ngói chợ Thượng bị xuống cấp, nên được UBND xã Bình Minh đã cho tiến hành tu sửa lại cây cầu. Năm 2019, Bộ Văn hóa Thể thao và Du lịch đã duyệt hỗ trợ 200 triệu đồng tu sửa để thay ngói, rui, mè cũ, nhưng người dân thấy một số hạng mục vẫn bị xuống cấp nên đã huy động đóng góp và làm mới một số chi tiết của di tích. Tuy nhiên, đơn vị tu sửa được thuê đã trát lại vuông phẳng, sơn mới màu giả đá lên toàn bộ phần cổng cầu Ngói chợ Thượng, làm biến mất toàn bộ phần hoa văn độc đáo, nét rêu phong, cổ kính của cây cầu cổ kính này.Thông tin từ Sở Văn hóa, Thể thao và Du lịch (VH-TT&DL) tỉnh Nam Định cho biết, trước sự việc cây cầu Ngói chợ Thượng, trong quá trình tu sửa đã bị làm mới, lên toàn bộ phần cửa phía Nam - phía Bắc của cầu, sai lệch so với kết cấu ban đầu. Sở Văn hóa, Thể thao và Du lịch tỉnh Nam Định đã yêu cầu các đơn vị liên quan phục hồi lại theo nguyên mẫu.